# Kanovaren op de Olympische Zomerspelen 2016 – K-4 500 meter vrouwen
De K-4 500 meter vrouwen op de Olympische Zomerspelen 2016 vond plaats op vrijdag 19 en zaterdag 20 augustus 2016. Regerend olympisch kampioen was Hongarije, dat in Rio de Janeiro de titel met succes verdedigde. Er werden twee series geroeid, gevolgd door halve finales en twee finales. In de A-finale werden de medailles verdeeld.

## Resultaten

### Series

#### Serie 1
| rang | naam                                                                      | land             | tijd     |    |
| ---- | ------------------------------------------------------------------------- | ---------------- | -------- | -- |
| 1    | Marharyta Makhneva Nadzeja Liapesjka Volga Khoedzenka Maryna Litvintsjoek | Wit-Rusland      | 1:30.320 | Q  |
| 2    | Marta Walczykiewicz Edyta Dzieniszewska Karolina Naja Beata Mikołajczyk   | Polen            | 1:33.020 | HF |
| 3    | Jaimee Lovett Kayla Imrie Aimee Fisher Caitlin Ryan                       | Nieuw-Zeeland    | 1:33.782 | HF |
| 4    | Inna Klinova Irina Podojnikova Natalja Szergejevna Zoja Anancsenko        | Kazachstan       | 1:36.127 | HF |
| 5    | Jessica Walker Rachel Cawthorn Rebeka Simon Louisa Gurski                 | Groot-Brittannië | 1:36.853 | HF |
| 6    | Manon Hostens Amandine Lhote Léa Jamelot Sarah Troël                      | Frankrijk        | 1:37.038 | HF |
| 7    | Magdalena Garro Brenda Rojas Sabrina Ameghino Alexandra Keresztesi        | Argentinië       | 1:37.645 | HF |

#### Serie 2
| rang | naam                                                                        | land       | tijd     |    |
| ---- | --------------------------------------------------------------------------- | ---------- | -------- | -- |
| 1    | Gabriella Szabó Danuta Kozák Tamara Csipes Krisztina Fazekas-Zur            | Hongarije  | 1:29.497 | Q  |
| 2    | Marija Povh Szvitlana Ahadova Anasztaszija Todorova Inna Hriscsun           | Oekraïne   | 1:31.727 | HF |
| 3    | Sabrina Hering Franziska Weber Steffi Kriegerstein Tina Dietze              | Duitsland  | 1:33.185 | HF |
| 4    | Andréanne Langlois Émilie Fournel Genevieve Orton Kathleen Fraser           | Canada     | 1:34.269 | HF |
| 5    | Emma Jørgensen Amalie Ringtved Thomsen Ida Villumsen Henriette Engel Hansen | Denemarken | 1:36.675 | HF |
| 6    | Li Yue Ren Wenjun Ma Qing Liu Haiping                                       | China      | 1:38.730 | HF |
| 7    | Nikolina Moldovan Milica Starović Dalma Benedek Olivera Moldovan            | Servië     | 1:39.316 | HF |

### Halve finales

#### Halve finale 1
| rang | naam                                                                        | land          | tijd     |   |
| ---- | --------------------------------------------------------------------------- | ------------- | -------- | - |
| 1    | Jaimee Lovett Kayla Imrie Aimee Fisher Caitlin Ryan                         | Nieuw-Zeeland | 1:34.778 | Q |
| 2    | Marija Povh Szvitlana Ahadova Anasztaszija Todorova Inna Hriscsun           | Oekraïne      | 1:35.512 | Q |
| 3    | Emma Jørgensen Amalie Ringtved Thomsen Ida Villumsen Henriette Engel Hansen | Denemarken    | 1:36.302 | Q |
| 4    | Li Yue Ren Wenjun Ma Qing Liu Haiping                                       | China         | 1:37.055 | B |
| 5    | Inna Klinova Irina Podojnikova Natalja Szergejevna Zoja Anancsenko          | Kazachstan    | 1:37.423 | B |
| 6    | Magdalena Garro Brenda Rojas Sabrina Ameghino Alexandra Keresztesi          | Argentinië    | 1:38.579 | B |

#### Halve finale 2
| rang | naam                                                                    | land             | tijd     |   |
| ---- | ----------------------------------------------------------------------- | ---------------- | -------- | - |
| 1    | Sabrina Hering Franziska Weber Steffi Kriegerstein Tina Dietze          | Duitsland        | 1:34.710 | Q |
| 2    | Andréanne Langlois Émilie Fournel Genevieve Orton Kathleen Fraser       | Canada           | 1:36.254 | Q |
| 3    | Jessica Walker Rachel Cawthorn Rebeka Simon Louisa Gurski               | Groot-Brittannië | 1:36.254 | Q |
| 4    | Marta Walczykiewicz Edyta Dzieniszewska Karolina Naja Beata Mikołajczyk | Polen            | 1:36.532 | B |
| 5    | Nikolina Moldovan Milica Starović Dalma Benedek Olivera Moldovan        | Servië           | 1:38.398 | B |
| 6    | Manon Hostens Amandine Lhote Léa Jamelot Sarah Troël                    | Frankrijk        | 1:39.069 | B |

### Finales

#### Finale B
| rang | naam                                                                    | land       | tijd     |  |
| ---- | ----------------------------------------------------------------------- | ---------- | -------- |  |
| 9    | Marta Walczykiewicz Edyta Dzieniszewska Karolina Naja Beata Mikołajczyk | Polen      | 1:37.658 |  |
| 10   | Inna Klinova Irina Podojnikova Natalja Szergejevna Zoja Anancsenko      | Kazachstan | 1:39.419 |  |
| 11   | Li Yue Ren Wenjun Ma Qing Liu Haiping                                   | China      | 1:40.071 |  |
| 12   | Manon Hostens Amandine Lhote Léa Jamelot Sarah Troël                    | Frankrijk  | 1:41.069 |  |
| 13   | Magdalena Garro Brenda Rojas Sabrina Ameghino Alexandra Keresztesi      | Argentinië | 1:41.394 |  |
| 14   | Nikolina Moldovan Milica Starović Dalma Benedek Olivera Moldovan        | Servië     | 1:42.818 |  |

#### Finale A
| rang   | naam                                                                        | land             | tijd     |  |
| ------ | --------------------------------------------------------------------------- | ---------------- | -------- |  |
| Goud   | Gabriella Szabó Danuta Kozák Tamara Csipes Krisztina Fazekas-Zur            | Hongarije        | 1:34.482 |  |
| Zilver | Sabrina Hering Franziska Weber Steffi Kriegerstein Tina Dietze              | Duitsland        | 1:35.383 |  |
| Brons  | Marharyta Makhneva Nadzeja Liapesjka Volga Khoedzenka Maryna Litvintsjoek   | Wit-Rusland      | 1:36.908 |  |
| 4      | Marija Povh Szvitlana Ahadova Anasztaszija Todorova Inna Hriscsun           | Oekraïne         | 1:37.214 |  |
| 5      | Jaimee Lovett Kayla Imrie Aimee Fisher Caitlin Ryan                         | Nieuw-Zeeland    | 1:38.198 |  |
| 6      | Emma Jørgensen Amalie Ringtved Thomsen Ida Villumsen Henriette Engel Hansen | Denemarken       | 1:39.057 |  |
| 7      | Jessica Walker Rachel Cawthorn Rebeka Simon Louisa Gurski                   | Groot-Brittannië | 1:40.043 |  |
| 8      | Andréanne Langlois Émilie Fournel Genevieve Orton Kathleen Fraser           | Canada           | 1:40.733 |  |